# Морські пригоди
«Морські пригоди» (англ. «seaQuest DSV») — американський науково-фантастичний телесеріал каналу NBC 1993—1996 років. У фінальному сезоні перейменований в «seaQuest 2032». Сюжет описує пригоди екіпажу високотехнологічного підводного човна «seaQuest DSV», покликаного підтримувати порядок у підводних просторах Землі майбутнього.
На українському телебаченні його показували на Новому каналі під назвою «Морські пригоди», човен називався «Морський вовк». В дубляжі від 1+1 серіал і човен називалися «Сі квест».

## Сюжет

### Перший сезон
Події починаються у 2017 році. Через забруднення довкілля та наслідки воєн за ресурси промисловість активно переноситься в океани. З дна видобуваються корисні копалини, там розташовуються бази, заводи, проте також процвітає піратство. Різні корпорації борються між собою за контроль на водними просторами. В масштабне зіткнення підводних військ втручається високотехнологічний підводний човен «Морський вовк» (seaQuest DSV 4600), і намірюється завдати атаки, проте член екіпажу, командер Форд, відсторонює капітана Марилін Старк та не дає запустити ядерні торпеди. Через рік Організація Об'єднаних океанів Землі (ОООЗ) призначає новим капітаном «Морського вовка» Нейтана Бріджера — капітана у відставці. Призначенням «Морського вовка» та його екіпажу стає захищати підводні володіння ОООЗ і виступати посередником у вирішенні суперечок, а також брати участь у підводних дослідженнях.
Бріджер неохоче береться командувати підводним човном через обіцянку, дану його дружині після того, як їхній син Роберт був убитий у підводній сутичці. Проте колишня капітан «Морського вовка» Марилін прагне помститись і знищити човен. Форд спершу вороже ставиться до Бріджера, та в ході спільних пригод вони ладнають. «Морський вовк» вирішує конфлікти ворогуючих фракцій, виконує рятувальні та дослідницькі операції. Корпорація World Power запускає глибинну термальну електростанцію, котра загрожує розколоти кору планети. «Морський вовк» ліквідує викид лави своєю ядерною зброєю, але тоне. Екіпаж, утім, встигає евакуюватись і роздумує над створенням нового човна.

### Другий сезон
Сезон починається з боротьби за свободу штучно створених для життя під водою людей — G.E.L.F. Виведені для війни, вони були ув'язнені на віддаленому острові, проте вириваються та здійснюють теракти, які загрожують позбавити звичайних людей повітря. В цей час завершується будівництво «Морського вовка 2». Підводний човен стає на заваді терористам, а невдовзі виявляє на дні океану космічний корабель іншопланетян. Хоча ті запевняють, що лише дослідники, ОООЗ підозрює, що в прибульці намагаються втрутитися в прогрес і згодом вони зникають, лишивши людям змогу розвиватися самостійно.
«Морський вовк» продовжує подорожі океаном, виявляє невідомі форми життя, природні аномалії та надприродних істот. Серед G.E.L.F. стається розкол і частина береться мирно боротись за свої права, зрештою домігшись визнання повноправними людьми.
На Землі виявляється діяльність іншої іншопланетної цивілізації з водної планети Гіперіон, де триває громадянська війна. Обидві фракції ненабагато випереджають землян, але використовують рептилоїдів стормерів, здатних мімікрувати під людей і вселятися в них. Більш ліберальна фракція викрадає «Морського вовка», адже люди перевершують їх у підводній інженерії. Екіпаж опиняється на Гіперіоні, де виявляє, що викрадачі насправді є агресорами, які близькі до поразки. Тож приймається рішення затопити човен, аби він не дістався ворогам, а екіпаж лишається на чужій планеті.

### Третій сезон
Без «Морського вовка» ОООЗ втрачає контроль над водними просторами і починається їхнє безконтрольне освоєння. Льоди розтають, піднімаючи рівень океану. Держава Макронезія починає розширення територій і її наступу не вдається протистояти. «Морський вовк» вважається зниклим, та несподівано в 2032 році члени його екіпажу опиняються на Землі, не пам'ятаючи що сталось. Сам човен виявляється на суші цілий і неушкоджений. «Морський вовк» повертається в стрій і стає єдиною надією на мир.
Новим капітаном стає Олівер Гудзон, під його командуванням «Морський вовк» намагається завадити Макронезії. Бріджер покидає команду, вважаючи, що «Морський вовк» вже не той, що раніше, натомість виявляє, що його син насправді вижив. Через диверсію між ОООЗ і Макронезією спалахує війна. Екіпаж захищає підводні поселення та виявляє секретні розробки Макронезії, такі як генетичні експерименти й маніпуляції спогадами. Зрештою встановлюється баланс сил і Макронезія погоджується на перемир'я.

## Сезони
| Сезон | Епізоди | Епізоди | Оригінальний показ | Оригінальний показ |
| Сезон | Епізоди | Епізоди | Перший показ       | Останній показ     |
| ----- | ------- | ------- | ------------------ | ------------------ |
| 1     | 23      | 23      | 12 вересня 1993    | 22 травня 1994     |
| 2     | 21      | 21      | 18 вересня 1994    | 13 вересня 1995    |
| 3     | 13      | 13      | 20 вересня 1995    | 9 червня 1996      |

## Актори

#### Сезон 1
- Рой Шайдер — капітан Нейтан Бріджер
- Джонатан Брендіс — Лукас Воленчак
- Стефані Бічем — доктор Крістін Вестфален
- Стейсі Гайдук — лейтенент-командер Катеріна Гічкок
- Дон Франклін — командер Джонатан Форд
- Джон Д'аквіно — лейтенант Бенджамін Кріг
- Ройс Епплгейт — старшина Менілоу Крукер
- Тед Реймі — лейтенант Тім О'Нілл
- Марко Санчес — старшина Мігель Ортіз
- Френк Велкер — дельфін Дарвін (голос)
- Роберт Двейн Баллард — озвучував «цікавинки» в кінці кожного епізоду

#### Сезон 2
- Розалін Аллен — доктор Венді Сміт
- Едвард Керр — лейтенант Джеймс Броді
- Майкл ДеЛуїз — моряк Ентоні Пікколо
- Кейті Евісон — лейтенант Лонні Гендерсон
- Пітер ДеЛуїз — Дегвуд

#### Сезон 3
- Майкл Айронсайд — капітан Олівер Гудзон
- Еліза Ніл — лейтенант Фредерік

## Оцінки й відгуки
На IMDb серіал зібрав середню оцінку 6,7/10.
У «Variety» «Морські пригоди» охарактеризували як «„Зоряний шлях“ з підводними човнами», який передбачуваний і клішований, проте оригінально використовує тему незвіданих океанів нашої планети та має цікаві декорації зі спецефектами.
Сайт «Collider», оцінюючи DVD-видання першого сезону, відгукнувся, що серіал був типовим науково-фантастичним серіалом свого часу, не позбавленим попри це оригінальності. Втім, він морально застарів, нагадуючи оригінальний «Зоряний крейсер „Галактика“», де є однозначне добро та однозначне зло, без середини.

## Пов'язана продукція
seaQuest DSV (1994) — відеогра, симулятор командування підводним човном, розроблена Sculptured Software, Inc. і видана Black Pearl Software для Super NES і Sega Genesis.